# Liste der Baudenkmäler in Schnaittenbach

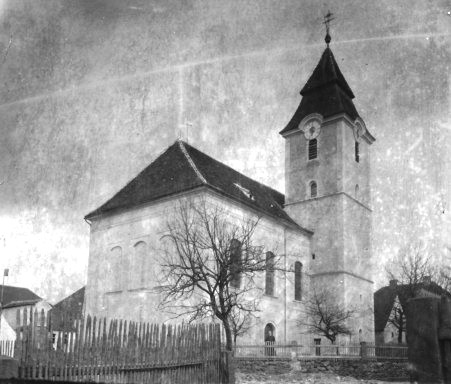
Kirche Sankt Vitus um 1910

Auf dieser Seite sind die Baudenkmäler in der Oberpfälzer Stadt Schnaittenbach zusammengestellt. Diese Tabelle ist eine Teilliste der Liste der Baudenkmäler in Bayern. Grundlage ist die Bayerische Denkmalliste, die auf Basis des Bayerischen Denkmalschutzgesetzes vom 1. Oktober 1973 erstmals erstellt wurde und seither durch das Bayerische Landesamt für Denkmalpflege geführt wird. Die folgenden Angaben ersetzen nicht die rechtsverbindliche Auskunft der Denkmalschutzbehörde.

## Ensembles

### Ensemble Ortskern Schnaittenbach

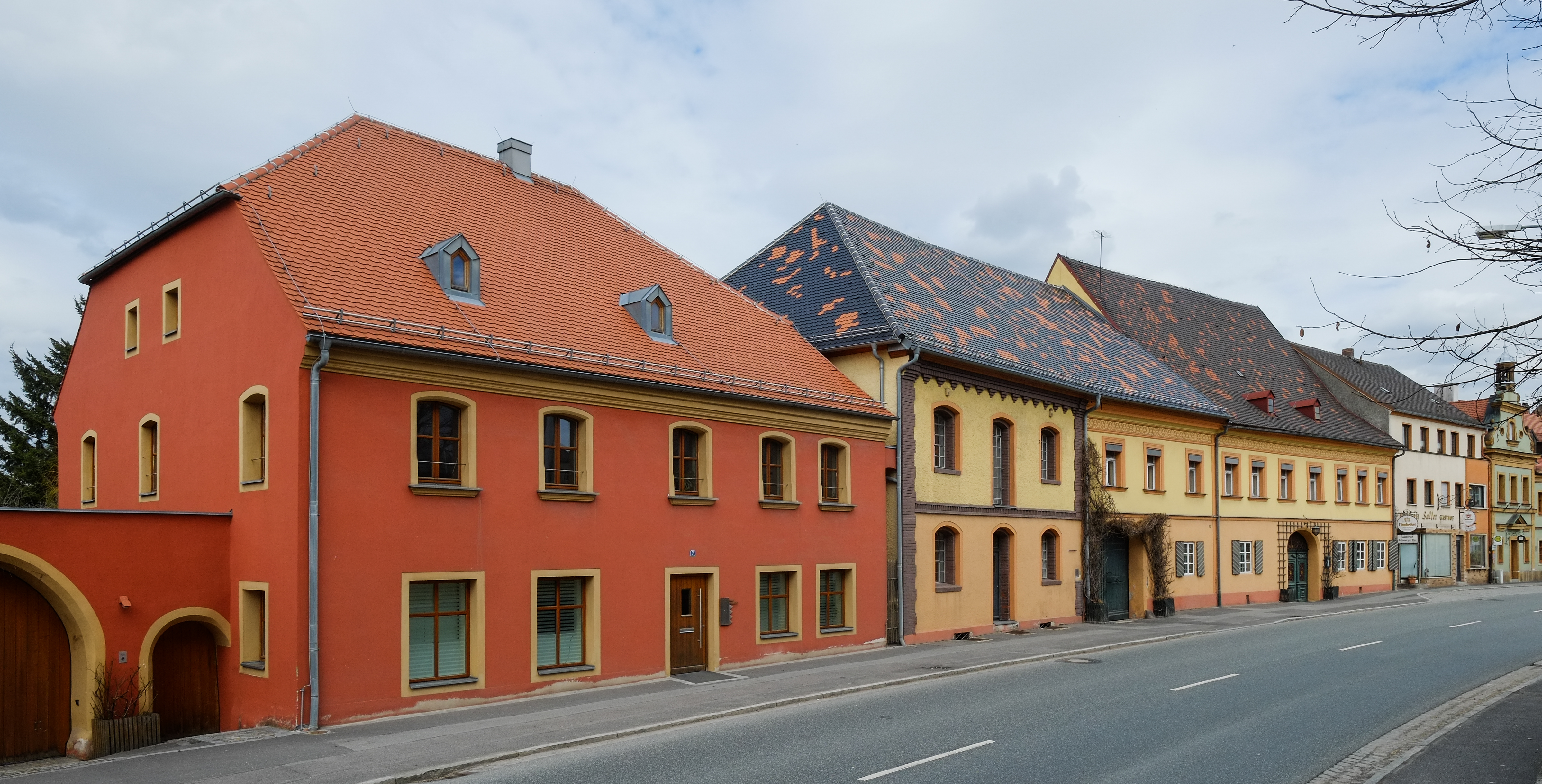

Schnaittenbach, das im 12. und 13. Jahrhundert zur Herrschaft Triesching gehörte, wurde als „markt ze Snaytenbach“ 1368 erstmals urkundlich erwähnt.
Der Grundriss des früheren, am 23. Oktober 1954 zur Stadt erhobenen Marktortes ist von auffallender Regelmäßigkeit: Die Hauptstraße wird von zwei Parallelstraßen begleitet, der Blumenstraße und der Bachgasse, welche durch Querstraßen mit der Hauptachse verbunden sind. Zu den Straßen hin stehen meist zweigeschossige Reihen von Traufseithäusern, nur in den Nebenstraßen haben sich gelegentlich eingeschossige Kleinhäuser erhalten. Der westliche, nördliche und südliche Ortsrand wird von Scheunenreihen gebildet.
Die frühere, nur in geringen Resten erhaltene Marktbefestigung bestand aus einer Ringmauer, die im Norden an den großen Weiher stieß. Drei Tore riegelten ursprünglich den Markt ab, das Obere oder Hirschauer Tor im Westen, das Untere Tor im Osten und das Lohtor im Süden. Ein Großbrand, der im Jahr 1817 von 96 Anwesen 79 Wohnhäuser und 49 Scheunen vernichtete, hat aus der Zeit vor 1800 nur mehr wenig vom Baubestand übriggelassen. Das zweigeschossige, am Torbogen mit der Jahrzahl 1797 bezeichnete Bürgerhaus Blumenstraße 6 dürfte das älteste Wohnhaus des Ortes sein.
Das heutige Erscheinungsbild der Häuser mit steilgeneigten, geschlossenen Satteldächern in überwiegend naturroter Biberschwanzdeckung geht auf den planmäßigen Wiederaufbau nach 1817 zurück, wobei die Baufluchten in der Haupt- und Blumenstraße wohl begradigt worden sind. Die durch einen Dammbruch 1830 hervorgerufene Überschwemmungskatastrophe hat vermutlich im Baubestand des Marktes nur geringen Schaden verursacht.
Aktennummer: E-3-71-150-1

## Baudenkmäler nach Ortsteilen

### Schnaittenbach
| Lage | Objekt                                                              | Beschreibung | Akten-Nr.     | Bild           |
| --- | ------------------------------------------------------------------- | --- | ------------- | -------------- |
| Bahnhofsplatz 1, Galgenbühlstraße 2 (Standort)                                                            | Bahnhof, ehemaliger Kopfbahnhof der Bahnlinie Amberg-Schnaittenbach | Ehemaliges Empfangsgebäude, zweigeschossiger Massivbau aus bossierten Granitsteinen mit Eckquadern, Halbwalmdach mit weitem Dachüberstand, überwiegend stichbogigen Backsteingewänden, holzverschalten Giebeln und Sohlbankgesims Nebengebäude, eingeschossiger Walmdachbau gleicher Formensprache Lagerhalle, eingeschossiger Satteldachbau gleicher Formensprache Lokschuppen, eingeschossiger Frackdachbau gleicher Formensprache; 1889                            | D-3-71-150-4  | BW             |
| Blumenstraße 15 (Standort)                                                                                | Ehemaliges Ackerbürgerhaus                                          | Eingeschossiger, traufständiger und verputzter Massivbau mit Satteldach und Korbbogentor, 1. Hälfte 19. Jahrhundert | D-3-71-150-6  | BW             |
| Dr.-Carl-Eibes-Straße (Standort)                                                                          | Kriegerdenkmal für die Gefallenen des 1. Weltkriegs                 | Figur des Erzengels Michael auf Säulenkapitell, unterfangen von hohem Sockel mit Inschriftentafeln, Stein, bezeichnet mit „1920“, seitlich mit Tafeln für die Gefallenen des 2. Weltkriegs; ursprünglich vor der Pfarrkirche, bei Neuaufstellung leicht verändert | D-3-71-150-57 | BW             |
| Dr.-Carl-Eibes-Straße 2 (Standort)                                                                        | Ehemaliger Stadel, heute Veranstaltungssaal und modern ausgebaut    | Zweigeschossiger, verputzter Massivbau mit Halbwalmdach, Stichbogenlaibungen und Gelbsandstein-Eckquaderung, bezeichnet mit „1892“ | D-3-71-150-7  | BW             |
| Georg-Landgraf-Platz 6 (Standort)                                                                         | Ehemaliges Ackerbürgerhaus                                          | Eingeschossiger, traufständiger und verputzter Massivbau mit Satteldach und Stichbogentor mit Kassettentüre, um 1850 | D-3-71-150-10 | BW             |
| Georg-Landgraf-Platz 8 (Standort)                                                                         | Ehemaliges Ackerbürgerhaus                                          | Eingeschossiger, verputzter Massivbau mit einseitig halb angewalmtem Satteldach, gekehlten Sandsteingewänden und reliefiertem Türsturz, wohl um 1850 | D-3-71-150-11 | BW             |
| Hauptstraße 2 (Standort)                                                                                  | Katholische Pfarrkirche St. Vitus                                   | Wandpfeilerkirche, verputzter, westlich und östlich eingezogener und je dreiseitig geschlossener Massivbau mit Querhaus mit Volutengiebel, Turm mit gestuftem Zeltdach und Putzgliederung, Turmunterbau und Umfassungsmauern des Ostchores gotisch, Neubau des Langhauses 1712/13, Portal am Turm bezeichnet mit „1790“, Erweiterung nach Westen durch Heinrich Hauberrisser, 1910/11; mit Ausstattung (siehe auch: Epitaph für Alexander und Hans Christoph Kastner) | D-3-71-150-12 | weitere Bilder |
| Hauptstraße 2 (Standort)                                                                                  | Lourdeskapelle                                                      | Verputzter Massivbau mit Satteldach, Stichbogenportal, Ochsenaugenfenstern und einfacher Putzgliederung, neubarock, 1911 | D-3-71-150-23 | Lourdeskapelle |
| Hauptstraße 7 (Standort)                                                                                  | Ehemaliges Ackerbürgeranwesen                                       | Wohnhaus, zweigeschossiger, verputzter Massivbau mit Halbwalmdach und teils mit Stichbogenlaibungen Nebengebäude, eingeschossiger Satteldachbau Hofeinfriedung mit Rundbogentoren; 1. Hälfte 19. Jahrhundert, mit Einbeziehung mittelalterlicher Bauteile | D-3-71-150-13 | BW             |
| Hauptstraße 9 (Standort)                                                                                  | Ehemaliges Ackerbürgerhaus, sogenanntes Rasel-Haus                  | Zweigeschossiger, traufständiger und verputzter Massivbau mit Satteldach, im Kern spätmittelalterlich, Umbau 17./18. Jahrhundert, Fassadengestaltung mit Putzgliederung sowie Korbbogenportal mit dreiteiliger Türe und schmiedeeisernem Gitterwerk, bezeichnet mit „1896“ Westlich Anbau gleicher Formensprache, daran angeschlossen einseitig abgewalmter Satteldachbau mit Stichbogengewänden, wohl gleichzeitig                                                   | D-3-71-150-14 | BW             |
| Hauptstraße 10 (Standort)                                                                                 | Ehemaliges Hafnerhaus                                               | Zweigeschossiger, verputzter Massivbau in Ecklage, mit einseitig halb abgewalmtem Satteldach, Sandsteingewänden und südlich angeschlossenem zweigeschossigem Anbau mit Satteldach, um 1850 | D-3-71-150-15 | BW             |
| Hauptstraße 13, 15 (Standort)                                                                             | Ehemaliges Rathaus                                                  | Zweigeschossiger, traufständiger und verputzter Massivbau mit Satteldach, Zwerchhaus mit Volutengiebel und Glockentürmchen, Sandstein-Fassadengliederung mit teils geohrten Faschen, Korbbogentor und Wappentafel, im Kern 17. Jahrhundert, Erneuerungen, 1817 sowie bezeichnet „1828“ und „1932“ | D-3-71-150-16 | BW             |
| Hauptstraße 14 (Standort)                                                                                 | Ehemaliges Ackerbürgerhaus                                          | Zweigeschossiger, traufständiger Massivbau mit Satteldach, einfacher Putzgliederung und Korbbogentor, um 1820 | D-3-71-150-17 | BW             |
| Hauptstraße 20 (Standort)                                                                                 | Gasthof                                                             | Zweigeschossiger, traufständiger und verputzter Massivbau mit Satteldach und korbbogigem Portal, nach 1817 erneuert | D-3-71-150-18 | BW             |
| Rosenbühlstraße 2 (Standort)                                                                              | Wohnhaus                                                            | Zweigeschossiger und verputzter Massivbau mit Walmdach, gekehlten Stichbogenlaibungen, einfacher Putzgliederung und Fledermausgauben, 1843 (dendro.dat.), über Kellern des 17./18. Jahrhundert, prägender Umbau um 1930 Mit Einfriedung, verputzte Pfeiler, um 1930 | D-3-71-150-27 | BW             |
| Rosenbühlstraße 4 (Standort)                                                                              | Ackerbürgerhaus                                                     | Zweigeschossiger, verputzter Massivbau mit einseitig halb abgewalmtem Satteldach Südlich zweigeschossiger Anbau über L-förmigem Grundriss mit zwei Stichbogentoren; Mitte 19. Jahrhundert | D-3-71-150-28 | BW             |
| Rosenbühlstraße 17; Am Graben; Blumenstraße 4 und 8; Am Graben 7 und 9; Blumenstraße 20 und 22 (Standort) | Scheunenreihe                                                       | Scheunen in weitgehend geschlossener Reihe, verputzte, traufständige Massivbauten mit Satteldächern, 2. Hälfte 19. Jahrhundert bis Anfang 20. Jahrhundert | D-3-71-150-1  | BW             |
| Stiglrangen 29 (Standort)                                                                                 | Marienkapelle, sogenannte Faschterer Kapelle                        | Verputzter, dreiseitig geschlossener Massivbau mit Satteldach und Dachreiter, bezeichnet mit „1860“; mit Ausstattung Kruzifix mit gefasstem Corpus Christi und Beifigur der Maria, Holz, Mitte 19. Jahrhundert | D-3-71-150-24 | BW             |
| Wernberger Straße 25 (Standort)                                                                           | Ehemaliges Ackerbürgerhaus                                          | Eingeschossiger, traufständiger und verputzter Bruchsteinbau mit Satteldach und kassettierter Türe, 1. Hälfte 19. Jahrhundert Nebengebäude, zweigeschossiger, verputzter Massivbau mit Satteldach, teils mit Stichbogenlaibungen, 2. Hälfte 19. Jahrhundert | D-3-71-150-29 | BW             |

### Demenricht
| Lage                    | Objekt                  | Beschreibung | Akten-Nr.     | Bild |
| ----------------------- | ----------------------- | --- | ------------- | ---- |
| Demenricht 8 (Standort) | Wegkapelle St. Wendelin | Verputzter Massivbau mit Satteldach und Nischenfigur, 1. Hälfte 19. Jahrhundert; mit Ausstattung Opferstock, Steinpfeiler mit Laterne und bekrönendem, gefasstem Gusseisenkreuz, 1892 | D-3-71-150-30 | BW   |

### Haidhof
| Lage                 | Objekt                                | Beschreibung                                                                               | Akten-Nr.     | Bild |
| -------------------- | ------------------------------------- | ------------------------------------------------------------------------------------------ | ------------- | ---- |
| Haidhof 1 (Standort) | Bauernhaus eines ehemaligen Einödhofs | Eingeschossiger Massivbau mit Satteldach und Sandsteingewänden, 1. Viertel 19. Jahrhundert | D-3-71-150-47 | BW   |

### Haidmühle
| Lage                   | Objekt                             | Beschreibung | Akten-Nr.     | Bild |
| ---------------------- | ---------------------------------- | --- | ------------- | ---- |
| Haidmühle 1 (Standort) | Wohngebäude einer ehemaligen Mühle | Zweigeschossiger, verputzter Massivbau mit Halbwalmdach, Sandsteingliederung, gefasten Gewänden und geschnitzten Zweiflügeltüren im Stil der Neugotik, bezeichnet mit „1856“ | D-3-71-150-32 | BW   |

### Holzhammer
| Lage                         | Objekt                                | Beschreibung | Akten-Nr.     | Bild                     |
| ---------------------------- | ------------------------------------- | --- | ------------- | ------------------------ |
| Schloßstraße 1 (Standort)    | Ehemaliges Hammerschloss              | Wohnhaus, zweigeschossiger, verputzter Massivbau mit Walmdach, geohrten Faschen sowie durch Pilaster, Sprenggiebelportal und Rundgiebel betonter Mittelachse, Mitte 18. Jahrhundert Ehemalige Schlosskapelle Mariä Heimsuchung, verputzter Massivbau mit Satteldach, eingezogenem, dreiseitig geschlossenem Chor und Turm mit Spitzhelm, 18. Jahrhundert; mit Ausstattung Eingeschossige Wirtschaftsgebäude, Massivbauten mit Halbwalm- und Satteldächern, 18. Jahrhundert | D-3-71-150-33 | Ehemaliges Hammerschloss |
| Schloßstraße 3 (Standort)    | Wohnhaus                              | Zwei- bis dreigeschossiger, verputzter Massivbau mit Satteldach und vorwiegend mit Stichbogenlaibungen, Mitte 19. Jahrhundert | D-3-71-150-34 | BW                       |
| Schloßstraße 6, 8 (Standort) | Ehemalige Schlossgaststätte           | Zweigeschossiger, verputzter Massivbau mit einseitig halb abgewalmtem Satteldach, 1. Hälfte 19. Jahrhundert | D-3-71-150-35 | BW                       |
| Schulstraße 6 (Standort)     | Ehemaliges Gasthaus zur Blauen Traube | Zweigeschossiger, verputzter Massivbau in Ecklage, mit Halbwalmdach und Putzbänderung, bezeichnet mit „1823“, nach 1836 nach Westen verlängert | D-3-71-150-37 | BW                       |

### Kemnath am Buchberg
| Lage                              | Objekt                                               | Beschreibung | Akten-Nr.     | Bild           |
| --------------------------------- | ---------------------------------------------------- | --- | ------------- | -------------- |
| Kemnath am Buchberg 26 (Standort) | Katholische Pfarrkirche St. Margareth und Wenzeslaus | Saalbau und ehemalige Chorturmanlage, verputzter Massivbau mit Satteldach und Rundbogenfenstern, bis 1763, Turm mit Spitzhelm Ende 19. Jahrhundert (moderne Erweiterung um 1970); mit Ausstattung | D-3-71-150-38 | weitere Bilder |
| Schneckenlohe (Standort)          | Kapelle St. Sebastian                                | Verputzter, gerade geschlossener Massivbau mit Satteldach und Dachreiter, 1822; mit Ausstattung                                                                                                   | D-3-71-150-40 | BW             |

### Mertenberg
| Lage                     | Objekt     | Beschreibung                                                                                            | Akten-Nr.     | Bild       |
| ------------------------ | ---------- | --- | ------------- | ---------- |
| In Mertenberg (Standort) | Opferstock | Granitpfeiler mit Laterne und Bildtafel, bekrönt von gusseisernem, gefasstem Kreuz, bezeichnet mit 1881 | D-3-71-150-41 | Opferstock |

### Neuersdorf
| Lage                     | Objekt            | Beschreibung | Akten-Nr.     | Bild |
| ------------------------ | ----------------- | --- | ------------- | ---- |
| Neuersdorf 19 (Standort) | Herz-Jesu-Kapelle | Verputzter Massivbau mit Satteldach, Eingangsvorbau und polygonalem Dachreiter mit Zeltdach, 1932; mit Ausstattung | D-3-71-150-42 | BW   |
| In Neuersdorf (Standort) | Kruzifix          | Mit gefasstem Corpus Christi, darunter Pieta, Holz, 19. Jahrhundert                                                | D-3-71-150-43 | BW   |

### Seblasmühle
| Lage                     | Objekt                                     | Beschreibung | Akten-Nr.     | Bild |
| ------------------------ | ------------------------------------------ | --- | ------------- | ---- |
| Seblasmühle 1 (Standort) | Ehemalige Mühle, Teile eines Vierseithofes | Wohn- und Mühlenbau, zweigeschossiger, verputzter Massivbau mit Halbwalmdach, profilierten Sandsteingewänden sowie südlichem Trakt mit Schopfwalm, im Kern spätgotisch, Umgestaltungen um 1800 und später Mit Mühleneinrichtung, Anfang 20. Jahrhundert Remise, wohl 2. Hälfte 18. Jahrhundert Torbogen, gleichzeitig | D-3-71-150-44 | BW   |

### Sitzambuch
| Lage                     | Objekt  | Beschreibung | Akten-Nr.     | Bild |
| ------------------------ | ------- | --- | ------------- | ---- |
| In Sitzambuch (Standort) | Kapelle | Verputzter, gerade geschlossener Massivbau mit Satteldach und Ochsenauge, 17. Jahrhundert, Dachreiter mit Zeltdach später; mit Ausstattung Opferstock, Steinpfeiler mit bekrönendem Gusseisenkreuz, spätes 19. Jahrhundert | D-3-71-150-45 | BW   |

### Trichenricht
| Lage                      | Objekt    | Beschreibung | Akten-Nr.     | Bild |
| ------------------------- | --------- | --- | ------------- | ---- |
| Trichenricht 6 (Standort) | Bauernhof | Bauernhaus, Wohnstallbau, eingeschossiger, verputzter Massivbau mit Satteldach und teils mit Stichbogenlaibungen, 18./1. Hälfte 19. Jahrhundert; Nebengebäude, eingeschossiger, verputzter Massivbau mit Satteldach, gleichzeitig Backofenhaus, eingeschossiger, verputzter Massivbau mit Satteldach und Rundbogennische, 2. Hälfte 19. Jahrhundert | D-3-71-150-46 | BW   |

## Ehemalige Baudenkmäler
In diesem Abschnitt sind Objekte aufgeführt, die früher einmal in der Denkmalliste eingetragen waren, jetzt aber nicht mehr. Objekte, die in anderem Zusammenhang also z. B. als Teil eines Baudenkmals weiter eingetragen sind, sollen hier nicht aufgeführt werden. Aktennummern in diesem Abschnitt sind ehemalige, jetzt nicht mehr gültige Aktennummern.

| Lage                                             | Objekt                                                        | Beschreibung | Akten-Nr.     | Bild |
| ------------------------------------------------ | ------------------------------------------------------------- | --- | ------------- | ---- |
| Schnaittenbach Bachgasse 3 (Standort)            | Ackerbürgerhaus                                               | Eingeschossig, Nebengebäude, korbbogige Hofeinfahrt, 1. Hälfte 19. Jahrhundert                                   | D-3-71-150-2  | BW   |
| Schnaittenbach Bachgasse 4 (Standort)            | Ackerbürgerhaus                                               | Eingeschossiger Krüppelwalmdachbau Nebengebäude, 1. Hälfte 19. Jahrhundert                                       | D-3-71-150-3  | BW   |
| Schnaittenbach Blumenstraße 6 (Standort)         | Rundbogenportal der ehemaligen Hofeinfahrt                    | Mit gefasten Sandsteinquadern, bezeichnet mit „1797“                                                             | D-3-71-150-5  | BW   |
| Schnaittenbach Georg-Landgraf-Platz 1 (Standort) | Bürgerhaus                                                    | Nach 1835 | D-3-71-150-8  | BW   |
| Schnaittenbach Hauptstraße 22 (Standort)         | Ehemaliges Bürgerhaus                                         | Zweigeschossiger, traufständiger Satteldachbau mit einfacher Putzgliederung und korbbogiger Hofeinfahrt, um 1820 | D-3-71-150-19 | BW   |
| Schnaittenbach Hauptstraße 23 (Standort)         | Ausleger                                                      | 1822 | D-3-71-150-20 | BW   |
| Schnaittenbach Hauptstraße 31 (Standort)         | Schlussstein                                                  | Bezeichnet mit „1821“                                                                                            | D-3-71-150-21 | BW   |
| Schnaittenbach Hauptstraße 41 (Standort)         | Gedenktafel für den ehemaligen Standort des Unteren Torturmes | Stein, bezeichnet mit „1933“                                                                                     | D-3-71-150-22 | BW   |
| Schnaittenbach Rosenbühlstraße 1 (Standort)      | Ehemaliger Gasthof zum Hirschen                               | Straßenseitige Fassaden des Eckbaus mit korbbogiger Hofeinfahrt und Sandsteingewänden, um 1820                   | D-3-71-150-26 | BW   |
| Holzhammer Schulstraße 3 (Standort)              | Türsturz                                                      | Stein, bezeichnet mit „1824“                                                                                     | D-3-71-150-36 | BW   |

## Abgegangene Baudenkmäler
In diesem Abschnitt sind Objekte aufgeführt, die früher einmal in der Denkmalliste eingetragen waren, jetzt aber nicht mehr existieren, z. B. weil sie abgebrochen wurden. Aktennummern in diesem Abschnitt sind ehemalige, jetzt nicht mehr gültige Aktennummern.

| Lage                                                  | Objekt  | Beschreibung              | Akten-Nr.     | Bild |
| ----------------------------------------------------- | ------- | ------------------------- | ------------- | ---- |
| Kemnath am Buchberg Kemnath am Buchberg 32 (Standort) | Putzbau | Mit Krüppelwalmdach, 1864 | D-3-71-150-39 | BW   |